# Neoperla aliqua
Neoperla aliqua és una espècie d'insecte plecòpter pertanyent a la família dels pèrlids.
En el seu estadi immadur és aquàtic i viu a l'aigua dolça, mentre que com a adult és terrestre i volador.
Es troba a Indonèsia: l'illa de Sumatra.